# Láncbontó

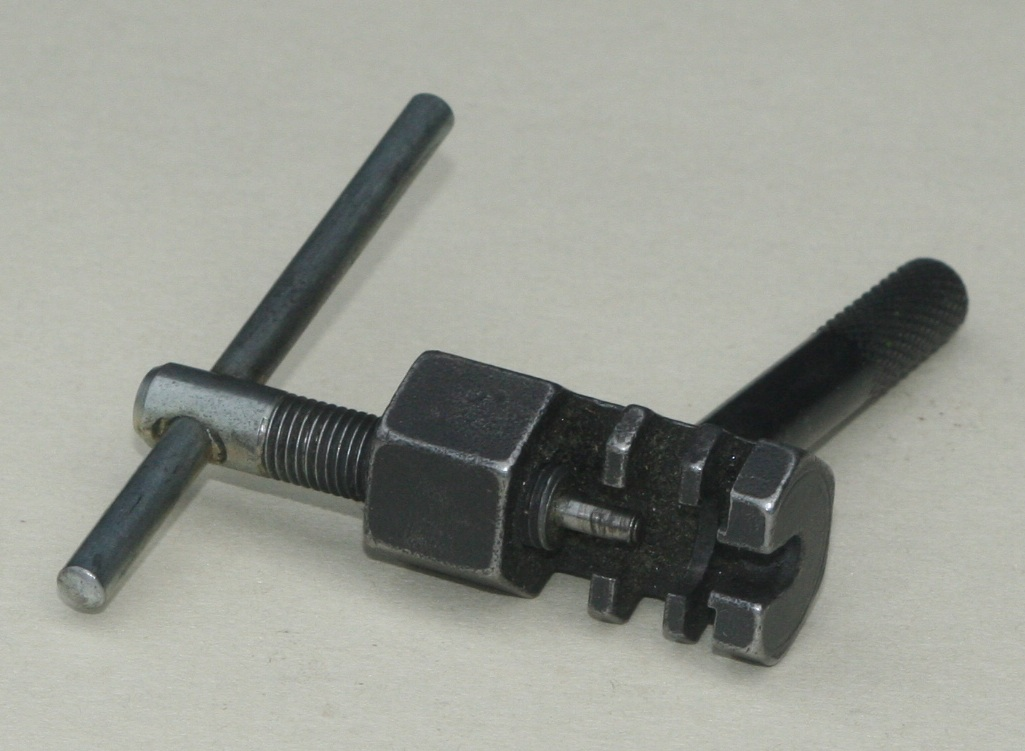

A láncbontó a láncváltós kerékpárok (mountain, országúti, trekking...) láncának szereléséhez használatos célszerszám.
A  lánc görgői és szegecsei a használat során kopnak. Ezt a folyamatot rendszeres kenéssel tudjuk lassítani, de idővel minden lánc elkopik, megnyúlik. A szegecsek között nagyobb lesz a távolság, a görgők pedig egyre feljebb csúsznak a lánckerék fogain, így felgyorsítva azok kopását. Mindenképpen érdemes a láncot még azelőtt lecserélni, hogy a fogak túlzottan megkopnának: ez lényegesen kisebb költséggel jár. Ha a fogak túlzottan „kihegyesedtek”, a „völgyek” meghosszabbodtak, az új lánc felszerelése már nem jelent megoldást: a lánc nagy erőkifejtés mellett sajnos át fog ugrani a fogak felett.
A szerszám működése: a szerszám csapja kinyomja a lánc heveder csapjait, amint az a fényképen látható.
Előállítása edzett acélból történik. Némelyik terméken gumírozott fogantyú van a kényelmesebb munka érdekében.  
Méret általában: 9 x 5 cm
Súlya általában: 80-100 gramm